# Iberomesornis
Iberomesornis (Iberomesornis romeralli) – kopalny ptak z rodziny iberomesornisów (Iberomesornithidae); jego nazwa znaczy „hiszpański przejściowy (pośredni) ptak”.

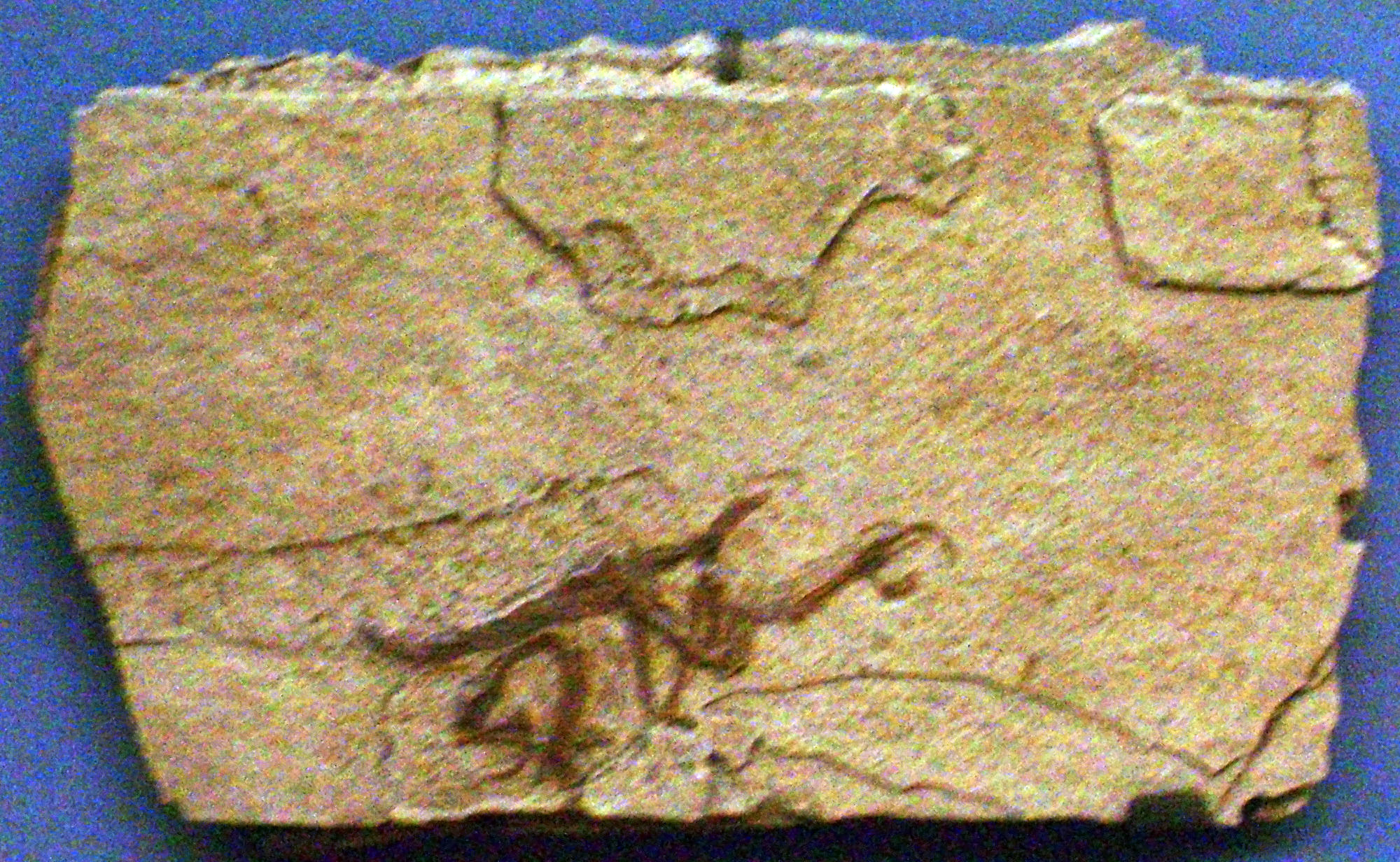
Skamieniałość iberomesornisa

Żył w okresie wczesnej kredy (ok. 137–121 mln lat temu) na terenach obecnej Europy. Długość ciała ok. 15–20 cm, rozpiętość skrzydeł ok. 20 cm. Jego szczątki znaleziono w Hiszpanii.
Stanowi on ogniwo pośrednie w ewolucji od dinozaurów do ptaków. Wykazywał zarówno cechy prymitywne (niezrośnięte kości śródstopia, uzębione szczęki), jak i progresywne (budowa obręczy barkowej, zrośnięte kręgi ogonowe).